# Custódio de Melo

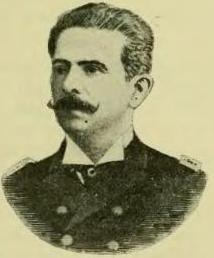
Custódio José de Melo.

Custódio José de Melo (Salvador, 9 juni 1840 - Rio de Janeiro, 15 maart 1902) was een Braziliaanse militair en politicus.
Hij was een admiraal van de Braziliaanse marine. Hij was voorzitter van de Militaire Club en was een leidend figuur in de samenzwering tegen de eerste president van Brazilië, maarschalk Manuel Deodoro da Fonseca (november 1891). Na het aftreden van Da Fonseca werd hij minister van Marine onder president Floriano Peixoto. Spoedig nam de macht van De Melo binnen de regering toe en traden er spanningen op tussen De Melo en de president. Tijdens de Federalistische Revolte (1893) toonde hij enige sympathie voor de federalistische opstandelingen. In april 1893 brak hij met Floriano en trok zich uit de regering terug.
De Melo kwam op 6 september 1893, samen met andere hoge marineofficieren, zoals de admiraals Eduardo Wandenkolk en Saldanha da Gama, in opstand tegen de regering (Marineopstand), dezelfde dag dat federalistische rebellen vanuit Uruguay de Braziliaanse grens overstaken, en liet oorlogsschepen hun kanonnen op de hoofdstad van Brazilië, Rio de Janeiro, richtten. De Melo verwachtte dat president Floriano onder de druk zou aftreden, net als twee jaar eerder president Da Fonseca, maar Floriano bleef gewoon aan als president. De Melo maakte nu plannen om de hoofdstad met marineschepen te beschieten, maar de Verenigde Staten van Amerika en enkele Europese landen voorkwamen dit, door marineschepen te sturen om De Melo en de andere opstandige marineofficieren te beletten de hoofdstad te beschieten. De Melo vertrok met enkele schepen naar de deelstaat Santa Catarina waar hij zich aansloot bij federalistische opstandelingen. In Santa Catarina werd een voorlopige regering gevormd. De Melo maakte plannen om naar de deelstaat Paraná op te rukken, maar zag hiervan af toen het nieuws hem bereikte dat admiraal Saldanha zich had overgeven. In maart 1894 kwam er een einde aan de opstand, ofschoon De Melo nog bleef doorvechten. In april 1894 werd zijn vlaggenschip tot zinken gebracht en De Melo gaf aan de andere schepen die onder zijn bevel stonden de opdracht om naar Buenos Aires te varen. De Melo verkreeg politiek asiel in Argentinië.
Enige jaren daarna overleed Custódio de Melo op 61-jarige leeftijd.